# Station Den Haag Moerwijk
Station Den Haag Moerwijk is een spoorwegstation in Den Haag, gelegen op een viaduct op de grens tussen de gelijknamige wijk Moerwijk en Spoorwijk. Het station werd geopend op 2 juni 1996. Noch de gemeente Den Haag noch de NS heeft enige invulling aan de opening gegeven. Een bewoner uit de directe omgeving heeft toen aan zowel de machinist als de conducteur van de eerste trein gestopt op station Moerwijk een blik Haagse Hopjes overhandigd met de tekst "Ter herinnering aan de eerste trein gestopt op Station Moerwijk". Om verloedering tegen te gaan, is veel later boven de trappenhuizen een feloranje doorzichtige constructie geplaatst.
Bij station Moerwijk kan worden overgestapt op tramlijnen 10 (spitslijn), 16 en buslijn 26.

## Treinen
Het station wordt in de dienstregeling 2025 door de volgende treinseries bediend:
| Serie | Treinsoort    | Route | Bijzonderheden |
| ----- | ------------- | --- | --- |
| 5000  | Sprinter (NS) | Den Haag Centraal – Den Haag HS – Den Haag Moerwijk – Delft – Schiedam Centrum – Rotterdam Centraal – Rotterdam Blaak – Rotterdam Lombardijen – Dordrecht | Rijdt niet na 20:00 uur en in het weekend.                                                                                  |
| 5100  | Sprinter (NS) | Den Haag Centraal – Den Haag HS – Den Haag Moerwijk – Delft – Schiedam Centrum – Rotterdam Centraal – Rotterdam Blaak – Rotterdam Lombardijen – Dordrecht | |
| 5200  | Sprinter (NS) | Den Haag Centraal – Den Haag HS – Den Haag Moerwijk – Delft – Rotterdam Centraal – Rotterdam Blaak – Rotterdam Lombardijen – Dordrecht                    | Rijdt enkel van maandag tot en met donderdag tot circa 19:00 uur. Stopt tot het voorjaar van 2025 niet te Schiedam Centrum. |

## Galerie

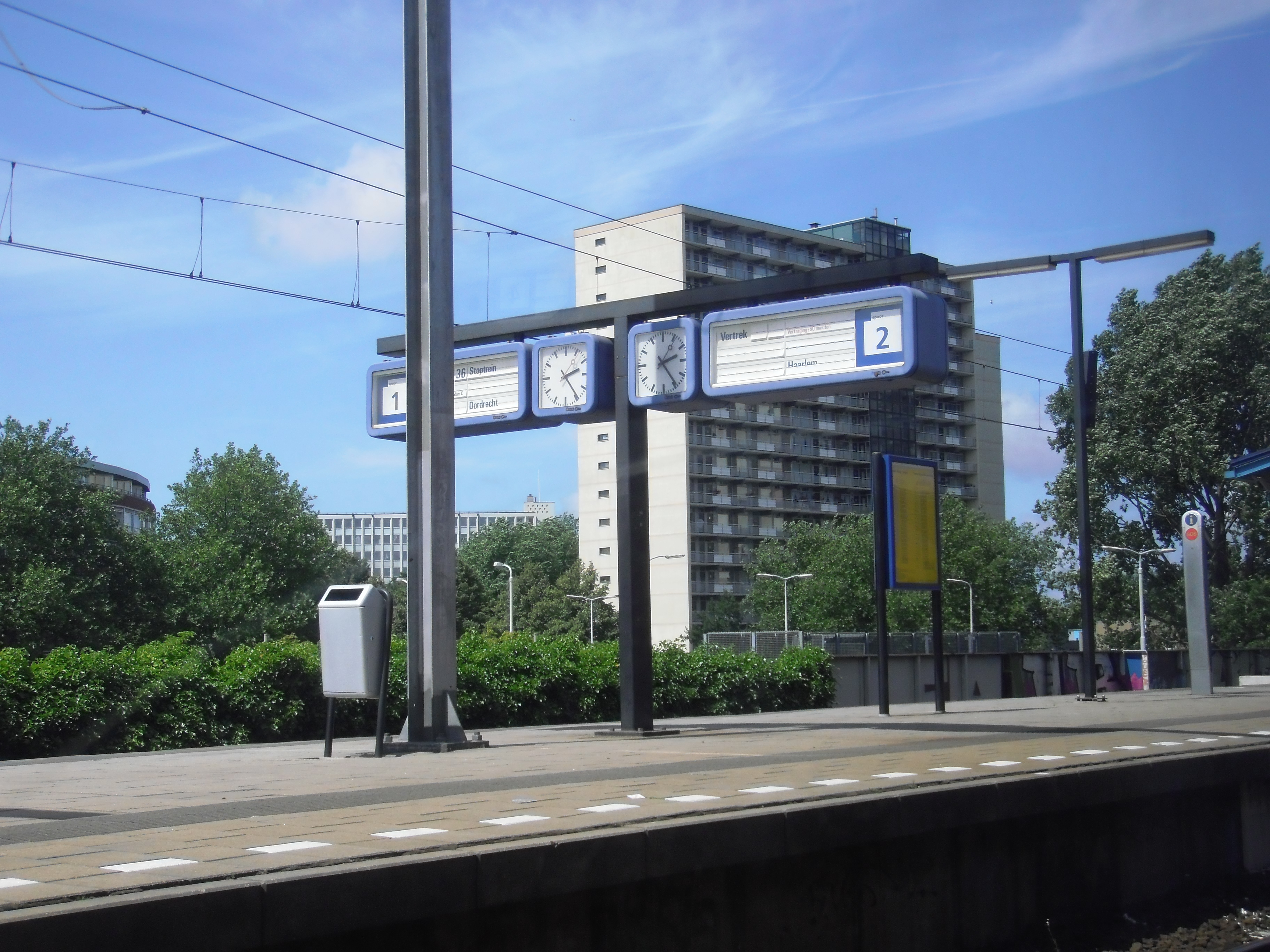
Perron in 2009
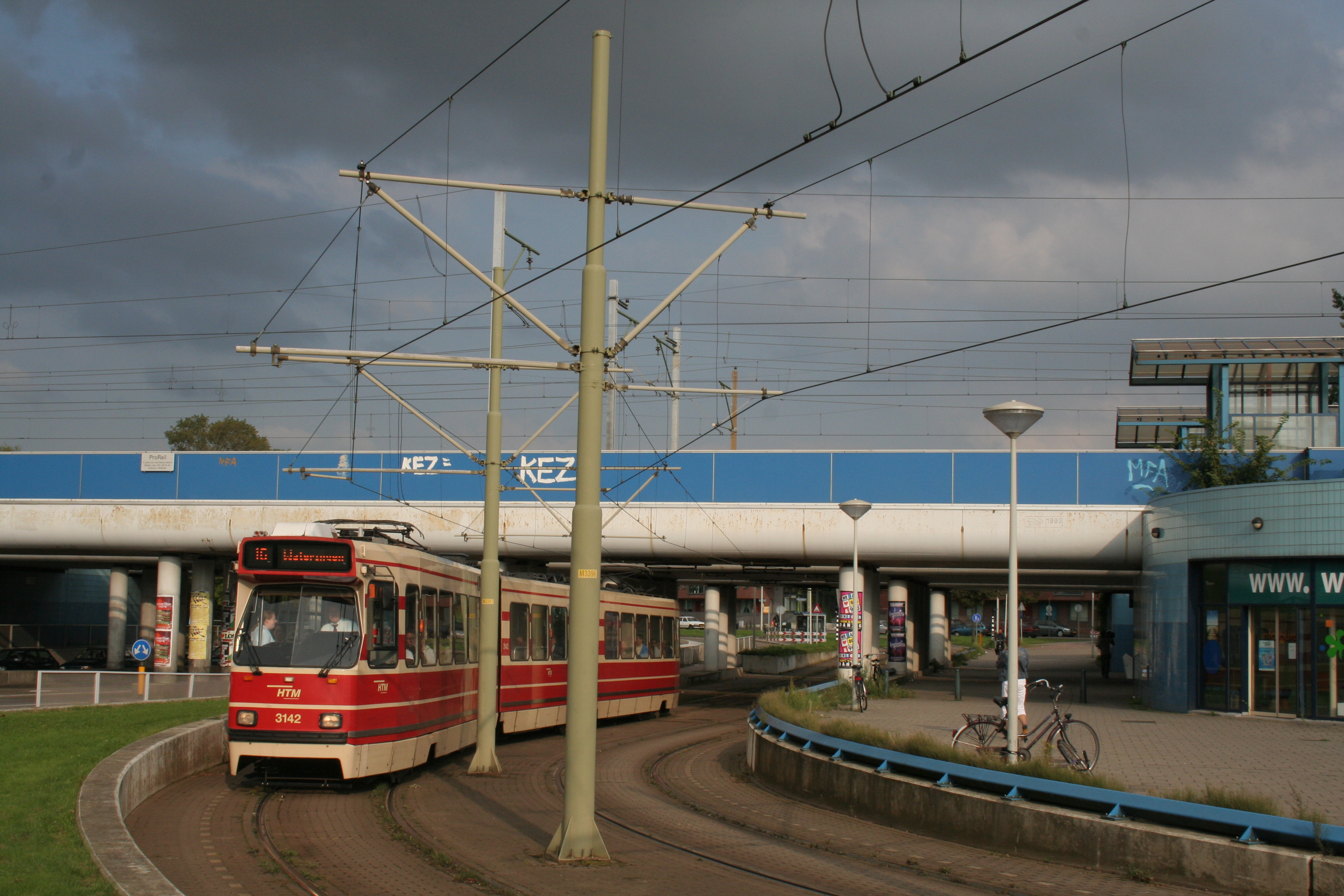
Het station, noordzijde
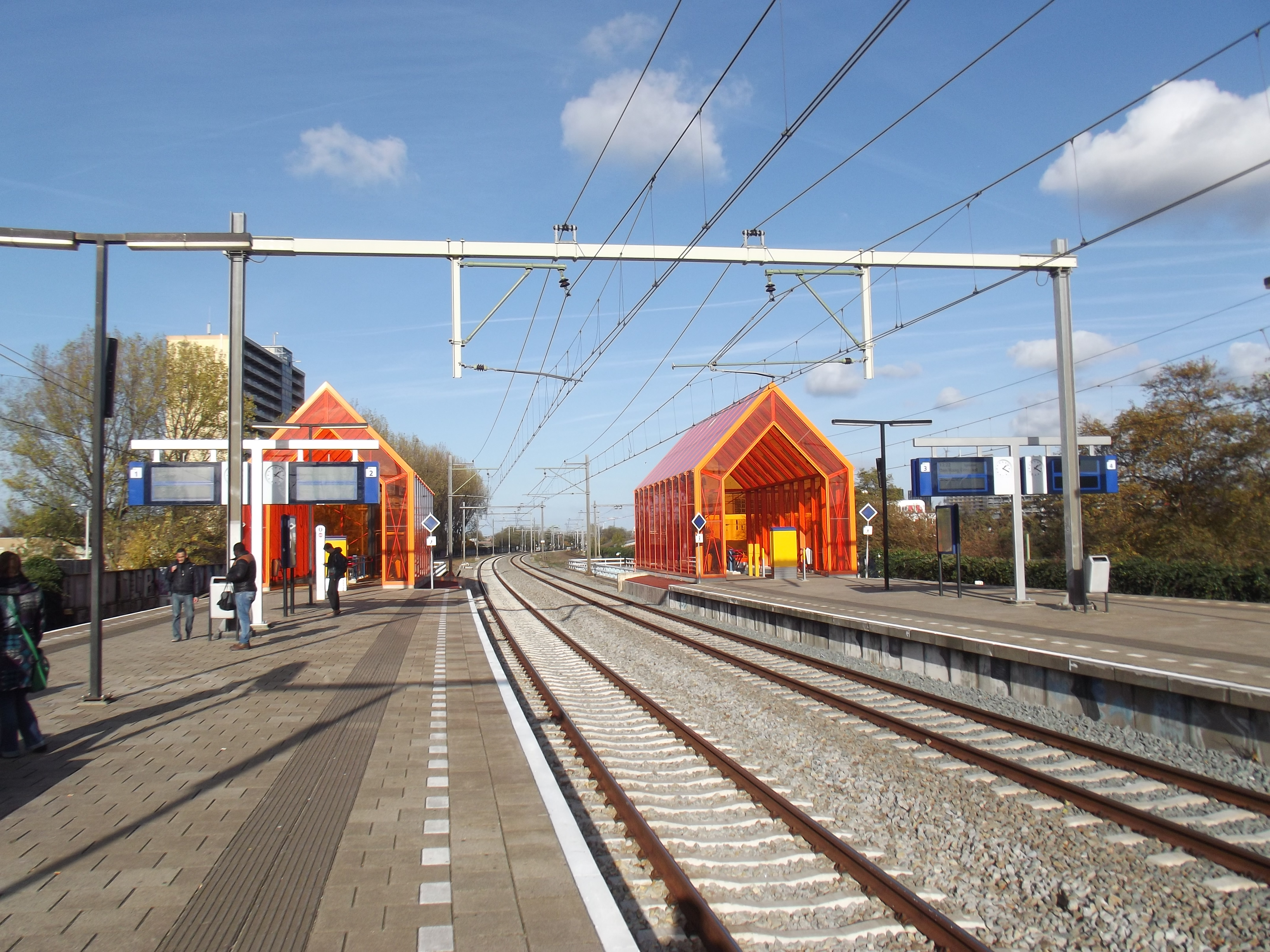
De nieuwe trappenhuizen

−1: Amsterdam Centraal ·
−1: Amsterdam Westerdok ·
0: Amsterdam Willemspoort ·
0: Amsterdam d'Eenhonderd Roe ·
3: Amsterdam Sloterdijk ·
9: Halfweg-Zwanenburg ·
14: Haarlem Spaarnwoude
17: Haarlem ·
21: Heemstede-Aerdenhout ·
25: Vogelenzang ·
28: Hillegom ·
30: Veenenburg ·
32: Lisse ·
36: Piet Gijzenbrug ·
38: Voorhout ·
41: Postbrug ·
42: Warmond ·
46: Leiden Centraal ·
48: De Vink ·
51: Voorschoten ·
54: Statistiek ·
57: Den Haag Mariahoeve ·
59: Den Haag Laan van NOI ·
61: Den Haag HS ·
63: Den Haag Moerwijk ·
65: Rijswijk ·
69: Delft ·
71: Delft Campus ·
77: Kethel ·
80: Schiedam Centrum ·
82: Beukelsdijk ·
84: Rotterdam Delftse Poort ·
84: Rotterdam Centraal
Alphen a/d Rijn ·
Arkel · 
Barendrecht · 
Bodegraven · 
Boskoop · 
-Snijdelwijk · 
Boven Hardinxveld · 
Capelle Schollevaar · 
De Vink · 
Delft · 
-Campus · 
Den Haag:
-Centraal · 
-HS ·
-Laan van NOI · 
-Mariahoeve · 
-Moerwijk · 
-Ypenburg · 
Dordrecht · 
-Stadspolders ·
-Zuid ·
Gorinchem · 
Gouda · 
-Goverwelle · 
Hardinxveld:
-Blauwe Zoom · 
-Giessendam · 
Hillegom · 
Lansingerland-Zoetermeer · 
Leiden:
-Centraal · 
-Lammenschans · 
Nieuwerkerk a/d IJssel · 
Rijswijk · 
Rotterdam:
-Alexander · 
-Blaak · 
-Centraal · 
-Lombardijen · 
-Noord · 
-Stadion · 
-Zuid · 
Sassenheim · 
Schiedam Centrum · 
Sliedrecht · 
-Baanhoek · 
Voorburg · 
Voorhout · 
Voorschoten ·
Waddinxveen · 
-Noord ·
-Triangel ·
Zoetermeer · 
-Oost · 
Zwijndrecht
Geplande stations:
Gorinchem Noord · Hazerswoude-Koudekerk · Schiedam Kethel
Voormalige stations: zie de lijst van voormalige spoorwegstations in Zuid-Holland
- Virtual International Authority File: 242780191